# Maurice Herzog
Maurice Herzog (Lyon, 15 januari 1919 – Neuilly-sur-Seine, 13 december 2012) was een Frans alpinist en politicus.
Samen met Louis Lachenal stond hij op 3 juni 1950 op de top van een berg met een hoogte van meer dan 8000 m: de Annapurna I, de eerste van de veertien achtduizenders die beklommen werd.
Herzog kampte met zware bevriezingsverschijnselen aan handen en voeten waarbij verschillende tenen geamputeerd moesten worden. Nadien richtte Herzog zich op de politiek. Hij was in de jaren 60 en 70 burgemeester van Chamonix-Mont-Blanc en voorzitter van de Mont Blanctunnel.
Over zijn ervaringen schreef hij Annapurna - eerste achtduizender bij uitgeverij Arthaud.
- Biblioteca Nacional de España: XX1015929
- Bibliothèque nationale de France: cb11907439p (data)
- CiNii: DA01782556
- Gemeinsame Normdatei: 123646367
- International Standard Name Identifier: 0000 0001 1628 0076
- Library of Congress Control Number: n81120918
- Nationale Bibliotheek van Letland: 000159929
- Bibliotheek van het Japanse parlement: 00443193
- Nationale Bibliotheek van Tsjechië: xx0009168
- Nationale Bibliotheek van Israël: 987007262781305171
- Nederlandse Thesaurus van Auteursnamen: 068929668
- SNAC: w68d19k5
- Système universitaire de documentation: 026921227
- Trove: 858546
- Virtual International Authority File: 41841402
- WorldCat: E39PBJpV3ptQFMJv64kDvjG8md